# Maria Gaïdar
Maria Gaïdar, née le 21 octobre 1982,  fille de Iegor Gaïdar et fondatrice du mouvement "DA" ! ("Oui" !), est une femme politique russe et ukrainienne. Elle est députée au conseil de l'oblast d'Odessa depuis 30 mai 2015, et conseille Piotr Porochenko, président de l'Ukraine depuis 28 mars 2017. Elle avait été auparavant vice-gouverneur de l'oblast d'Odessa entre janvier 2016 et mai 2016
Elle a milité en Russie dans le parti d'opposition Union des forces de droite et a participé aux Marches du désaccord. De juillet 2009 à juin 2011, elle a été vice-gouverneur de l'oblast de Kirov.